# Turbinicarpus schmiedickeanus
Turbinicarpus schmiedickeanus (Boed.) Buxb. & Backeb. es una especie fanerógama perteneciente a la familia Cactaceae. 

## Distribución
Es endémica de Nuevo León, San Luis Potosí y Tamaulipas en México. Su hábitat natural son los áridos desiertos.  Es una especie que se ha extendido por todo el mundo como planta ornamental.

## Descripción
Es una planta perenne carnosa y globosa, con tallos armados de espinas, de color verde y con las flores de color blanco, rojo y amarillo dispuestas en el ápice.
Longevidad estimada: 30 años
Estado de riesgo:  Especie amenazada NOM-059-SEMARNAT-2010

## Nombres comunes
- Español: biznaguita, peyotito

## Sinonimia

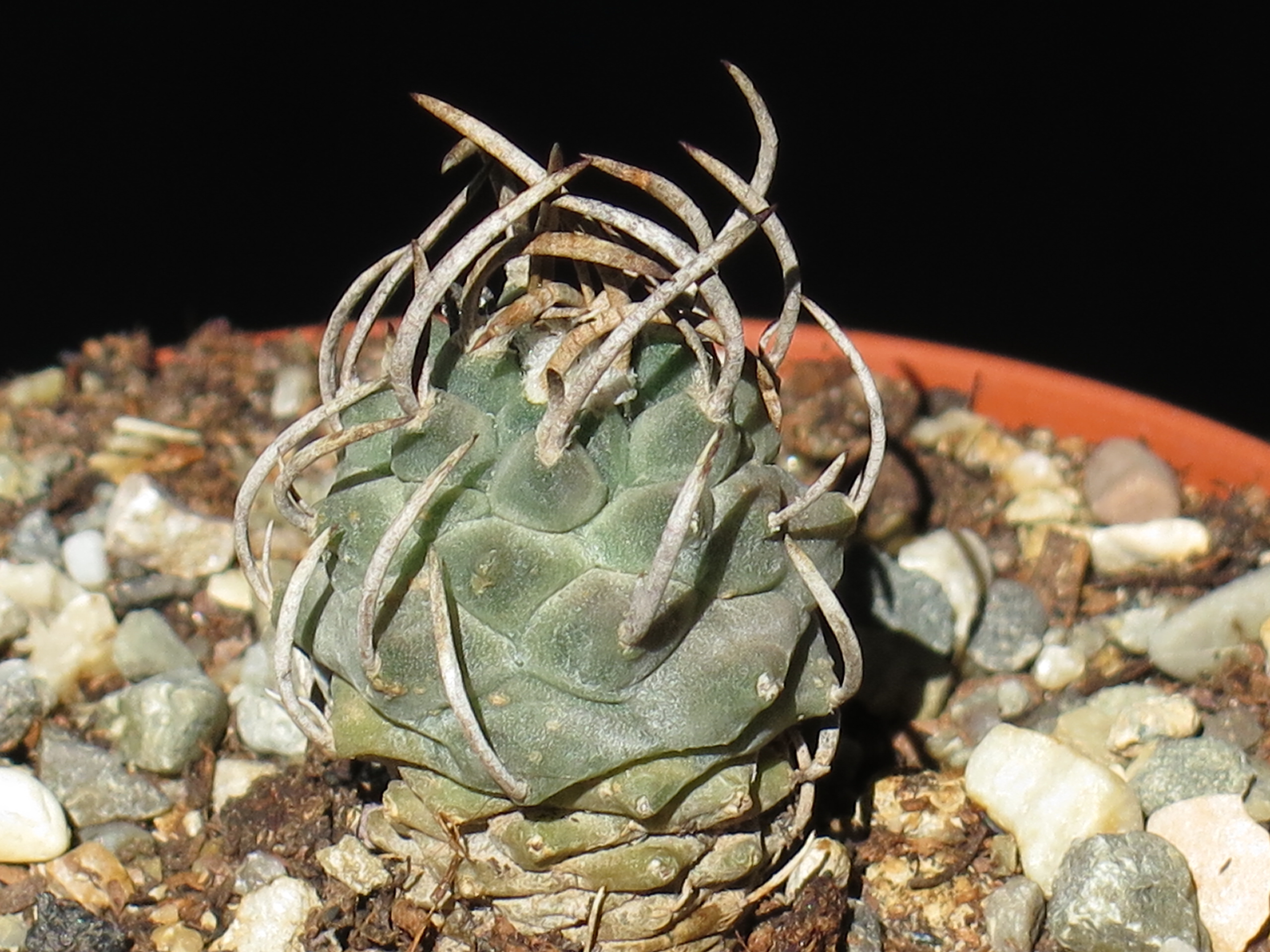
Turbinicarpus schmiedickeanus subsp. schwarzii

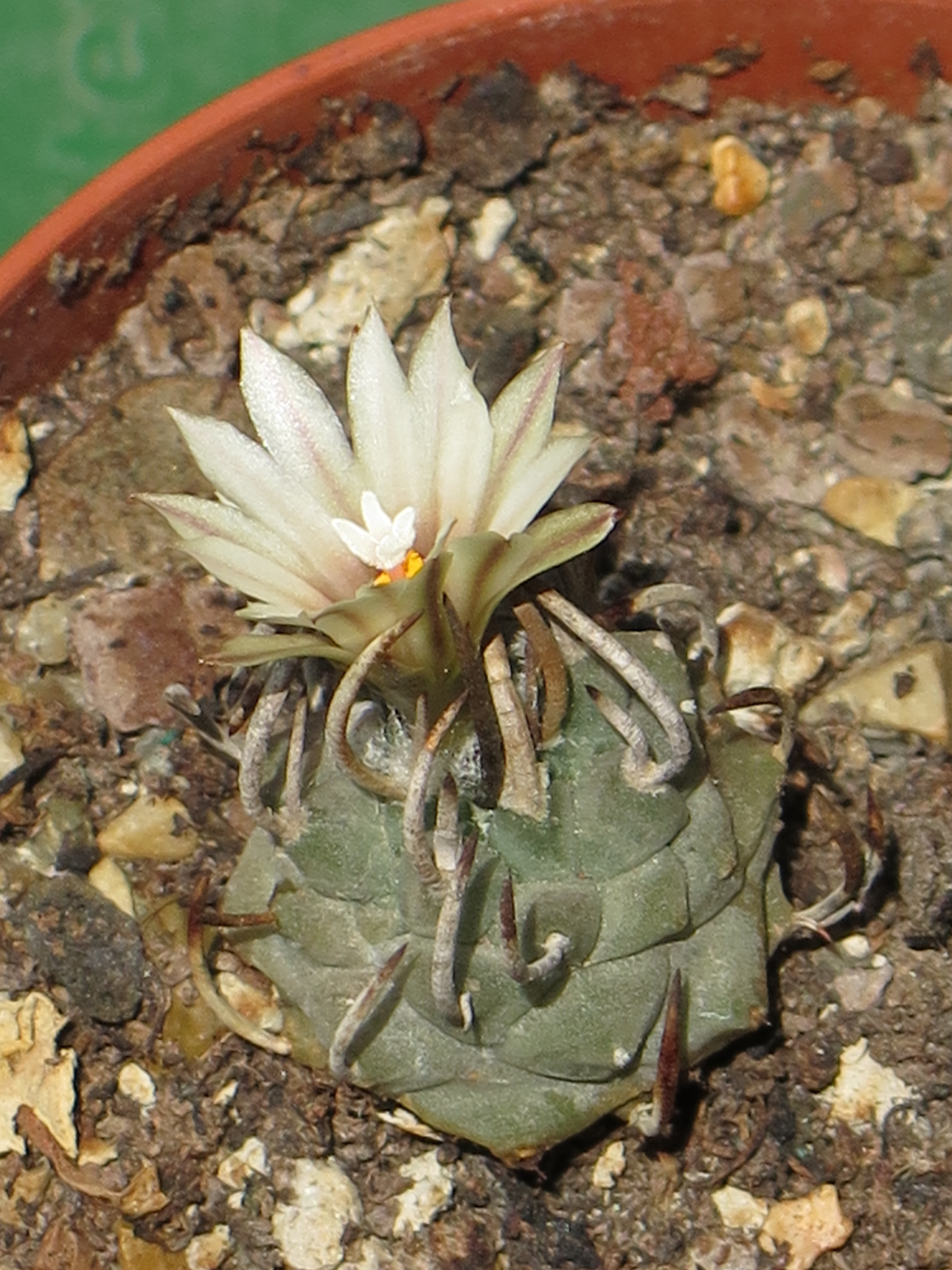
Turbinicarpus schmiedickeanus en flor

- Echinocactus schmiedickeanus
- Strombocactus schmiedickeanus
- Toumeya schmiedickeanus
- Neolloydia schmiedickeana
- Pediocactus schmiedickeanus
- Echinocactus macrochele
- Strombocactus macrochele
- Turbinicarpus macrochele
- Toumeya macrochele
- Strombocactus schwarzii
- Turbinicarpus schwarzii
- Turbinicarpus klinkerianus
- Strombocactus klinkerianus
- Toumeya klinkeriana
- Turbinicarpus polaskii
- Strombocactus polaskii
- Turbinicarpus gracilis
- Pediocactus schmiedickeanus
- Turbinicarpus flaviflorus

## Variedades
- Turbinicarpus schmiedickeanus ssp. klinkerianus
- Turbinicarpus schmiedickeanus ssp. flaviflorus
- Turbinicarpus schmiedickeanus ssp. gracilis
- Turbinicarpus schmiedickeanus ssp. dickisoniae
- Turbinicarpus schmiedickeanus ssp. schwarzii
- Turbinicarpus schmiedickeanus ssp. macrochele
- Turbinicarpus schmiedickeanus ssp. andersonii
- Turbinicarpus schmiedickeanus ssp. schmiedickeanus